# Dème d'Ágios Geórgios (Thessalonique)
Le dème d'Ágios Geórgios, en grec moderne : Δήμος Αγίου Γεωργίου / Dímos Agíou Georgíou, est un ancien dème du district régional de Thessalonique, en Macédoine-Centrale, Grèce. Depuis 2010, il est fusionné au sein du dème de Vólvi.
Selon le recensement de 2011, la population du dème s'élève à 5 717 habitants.